# جيف هيشت
جيف هيشت هو لاعب كرة القدم الكندية كندي، ولد في 24 سبتمبر 1985 في إدمونتون في كندا.